# Matteo Ricci
Matteo Ricci (6 tháng 10 năm 1552 - 11 tháng 5 năm 1610; phồn thể: 利瑪竇; giản thể: 利玛窦; bính âm: Lì Mǎdòu, Hán Việt: Lợi Mã Đậu), hiệu Tây Thái (西泰), là một tu sĩ Dòng Tên Công giáo người Ý và Giám mục Công giáo Rôma.

## Thân thế

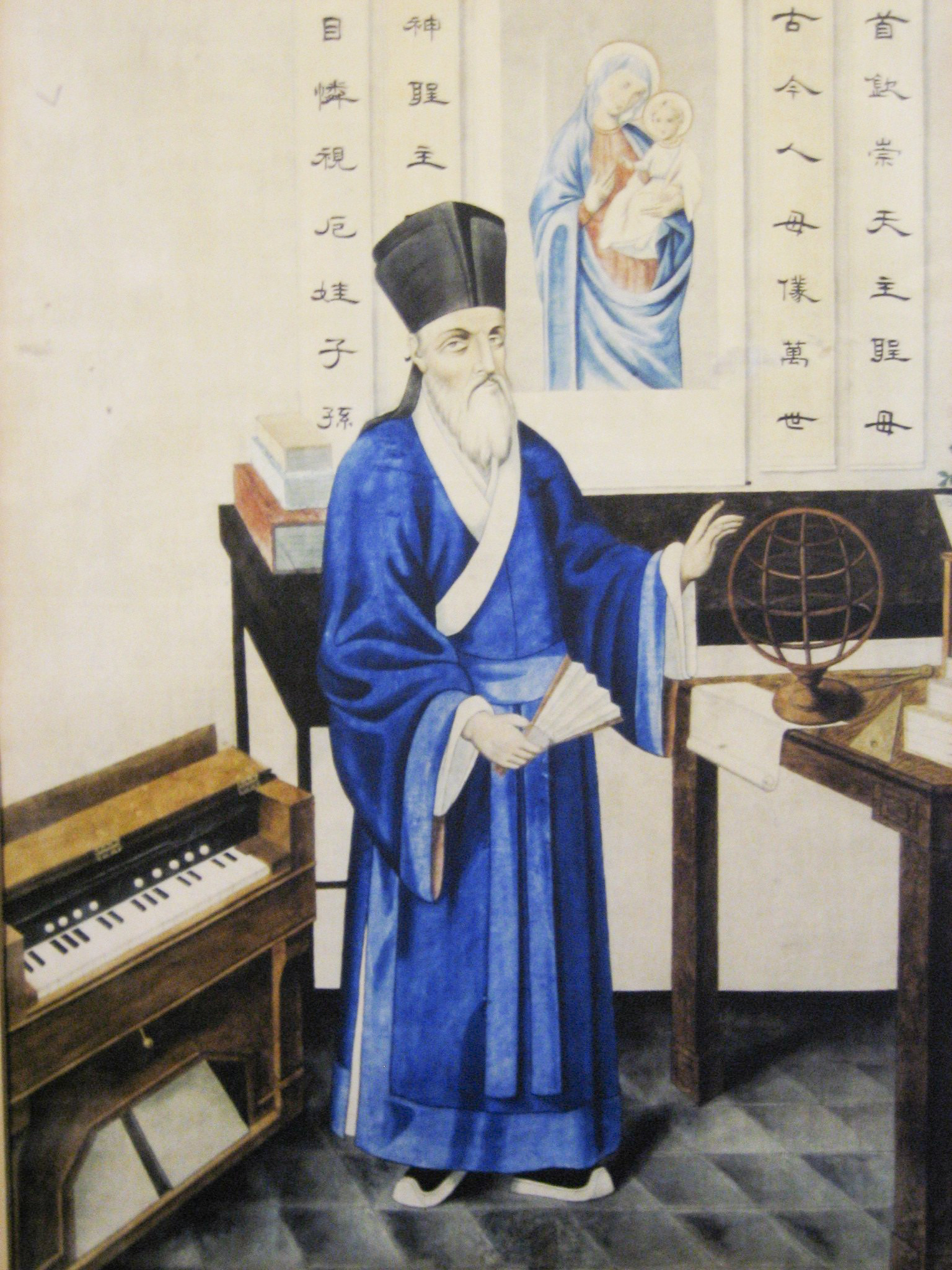
Matteo Ricci mặc trang phục Trung Hoa.

Matteo Ricci sinh năm 1552 tại Macerata thuộc Lãnh địa Giáo hoàng. Ngày 15 tháng 8 năm 1571, ông gia nhập Dòng Tên, học thần học và triết học cũng như toán học, vũ trụ học và thiên văn học tại trường Collegio Romano của Dòng ở Roma dưới sự hướng dẫn của nhà toán học và thiên văn học Dòng Tên nổi tiếng Christopher Clavius. Năm 1577, ông đăng ký tham gia một hành trình truyền giáo đến Viễn Đông và chuyến đi bắt đầu từ tháng 3 năm 1578 từ Lisboa, Bồ Đào Nha. Ông tới Goa, một thuộc địa của Bồ Đào Nha tại Ấn Độ, vào tháng 9 năm 1578 và dạy học cũng như tiến hành công việc truyền giáo tại đó cho đến khi ông được điều đến Ma Cao bốn năm sau. Ông tới Ma Cao vào tháng 8 năm 1582 và chuẩn bị để đi vào lãnh thổ Trung Quốc.

## Hoạt động tại Trung Quốc

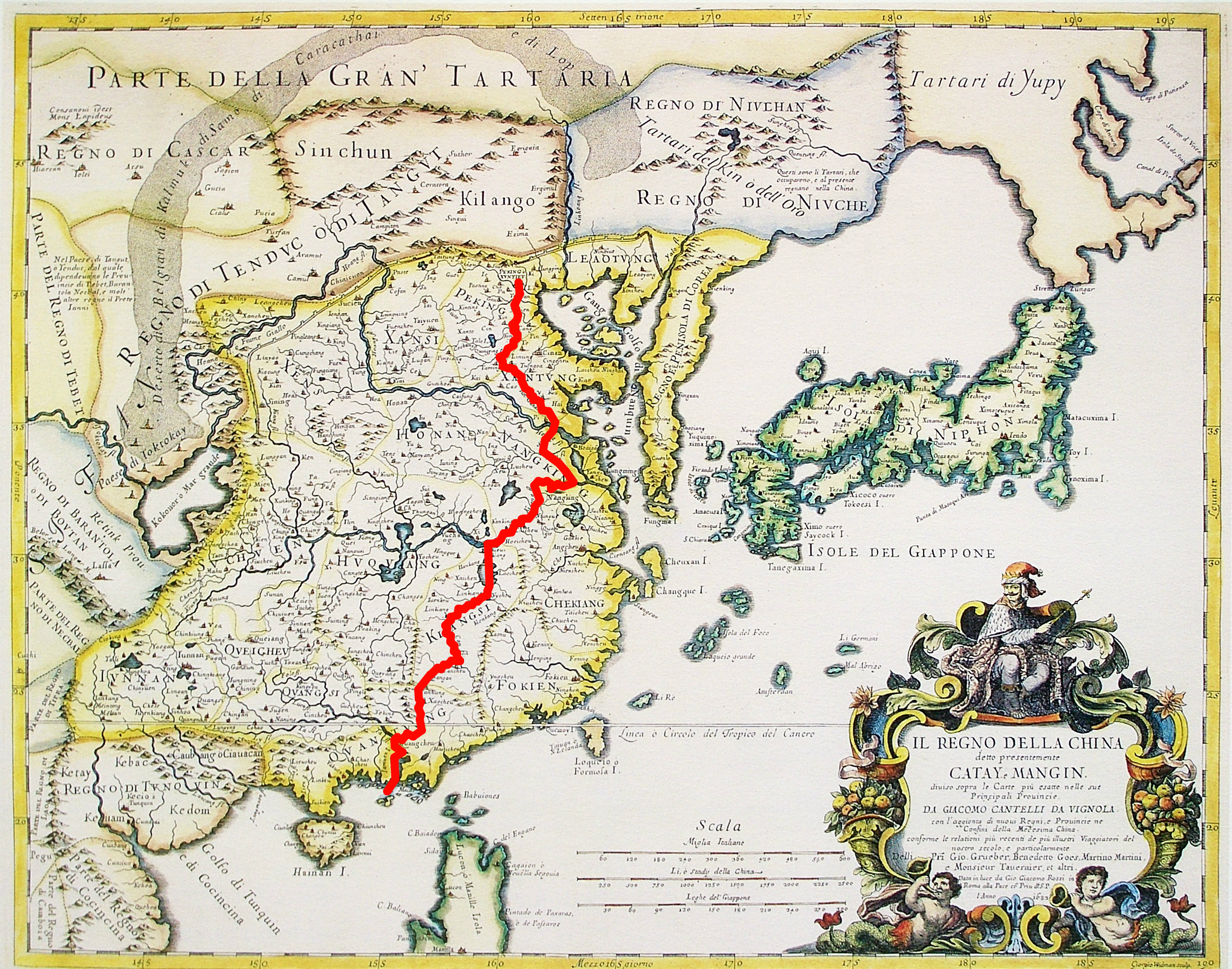
Hành trình Matteo Ricci đi từ Ma Cao tới Bắc Kinh.

Tháng 8 năm 1582, Ricci bắt đầu học tiếng về ngôn ngữ và phong tục Trung Quốc tại Ma Cao, một trạm giao thương của Bồ Đào Nha ở Nam Trung Hoa, và trở thành một học giả phương Tây hiếm có đã học được văn bản chữ viết cổ điển của Trung Quốc.
Năm sau đó, thì Ricci bắt đầu du thám vào sâu đại lục, nhờ chuyến thăm tới Triệu Khánh thuộc Quảng Đông, tỉnh Quảng Tây từ lời mời của tổng trấn Triệu Khánh thời đó là Wang P'an, người đã nghe về tài toán học và vẽ bản đồ của Ricci. Ông ở đó từ năm 1583 tới năm 1589 trước khi phải rời đi sau khi bị trấn tổng mới nơi này trục xuất. Chính tại Triệu Khánh, Ricci đã vẽ bản đồ thế giới đầu tiên bằng tiếng Hoa.
Trong các chuyến du hành sau đó, Ricci tới Nam Kinh và Nam Xương năm 1595, Thông Châu năm 1598 và sau đó tới Bắc Kinh lần đầu tiên vào ngày 7 tháng 9 năm 1598. Tuy nhiên, do cuộc chiến tranh Nhật Bản Triều Tiên vào thời điểm đó nên ông không được thăm cung điện hoàng gia. Sau hai tháng chờ đợi, Ricci rời Bắc Kinh để tới Nam Kinh và rồi dừng chân tại Tô Châu thuộc tỉnh Giang Tô.
Năm 1601, Ricci trở lại Bắc Kinh, tuy lần đầu ông không được diện kiến hoàng đế Trung Hoa nhưng sau khi tặng hoàng đế chiếc đồng hồ rung chuông, Ricci cuối cùng cũng được phép tận tay trao món quà cho hoàng đế Minh Thần Tông tại cung điện và Ricci cũng chính là người phương Tây đầu tiên được mời vào Tử Cấm Thành của Trung Quốc.
Dù cho Ricci được quyền tự do vào Tử Cấm Thành nhưng ông lại không được gặp mặt Minh Thần Tông, nhưng bù lại ông được Minh Thần Tông trao cho chức vụ tổng giám mục về Thiên chúa Giáo tại Trung Quốc. Nhờ đó mà Ricci có cơ hội được gặp nhiều quan chức cũng như các nhân vật hàng đầu về văn hóa tại Bắc Kinh thời đó.
Năm 1602, Matteo Ricci và viên quan Trương Văn Đảo, dịch giả Lý Chi Tảo, theo yêu cầu của Hoàng đế Minh Thần Tông đã xuất bản Khôn dư vạn quốc toàn đồ, là bản đồ thế giới chữ Hán kiểu phương Tây sớm nhất được biết tới, được in ra tại Trung Quốc.
Ricci học rất nhiều về lịch sử và văn hóa Trung Hoa và ông cũng là người phương Tây đầu tiên tìm hiểu về cộng đồng người Do Thái ở Trung Hoa. Ông từng được liên hệ riêng bởi một thành viên của cộng đồng dân Do Thái tại Bắc Kinh năm 1605. Dù không bao giờ gặp mặt cộng đồng này ở Hà Nam một cách chính thức nhưng Ricci cũng gửi một người truyền giáo tới đó ba năm sau vào năm 1608, đây là một trong rất nhiều nhiệm vụ được ủy quyền bởi nhà thờ.
Ricci cũng có gặp gỡ và trao đổi với sứ thần nhà Triều Tiên tại Trung Quốc là Lý Túy Quang. Các sách vở về phương Tây của ông được Lý Túy Quang sưu tầm và truyền bá sang Triều Tiên. Lý Túy Quang dựa vào các kiến thức mới về phương Tây để xây dựng nên trường phái Nho giáo mới là Thực học và viết cuốn bách khoa đầu tiên của Triều Tiên là Chi Phong loại thuyết (Jibong yuseo).
Ricci sống tại Trung Quốc cho tới khi ông qua đời ngày 11 tháng 5 năm 1610 tại Bắc Kinh. The luật của nhà Minh, người nước ngoài qua đời tại Trung Quốc khi đó phải được chôn cất ở Ma Cao. Một giáo sĩ Dòng Tên là Diego de Pantoja đã thỉnh cầu triều đình cho phép Ricci được chôn cất tại Bắc Kinh, do đã có những đóng góp cho Trung Quốc. Minh Thần Tông đã phê chuẩn thỉnh cầu này. Mộ phần của Ricci cũng như mộ phần của nhiều giáo sĩ khác như Ferdinand Verbiest và Johann Adam Schall von Bell nằm ở Nghĩa trang Zhalan ở quận Tây Thành của Bắc Kinh.